# Paranyctimene raptor
Paranyctimene raptor — вид рукокрилих, родини Криланових.

## Середовище проживання
Цей вид імовірно проживає на більшій частині острова Нова Гвінея (Індонезія та Папуа Нова Гвінея) і знаходиться на островах Вайгео і Салаваті (обидва Індонезії). Висота проживання варіюється від рівня моря до 1350 м над рівнем моря. Він може бути знайдений в первинних і вторинних вологих тропічних лісах, сільських садах і болотах.

## Стиль життя
Живуть поодинці. Тварини ночують на рослинності, і, ймовірно, не залежать від води. Самиці народжують одне дитинча; вагітні були зареєстровані в січні, лютому, квітні, травні, липні, серпні та вересні.